# 姚善
姚善（よう ぜん、1359年-1402年）は明朝の官僚。河南行省徳安府安陸県（現在の湖北省安陸市）の人。原姓は李、字は克一。壬午殉難に際して刑死した。

## 生涯
洪武17年（1384年）の郷試に合格して祁門県の県丞となり、その後廬州府と重慶府の知府を務めた。洪武30年（1397年）には蘇州府の知府に任ぜられた。当時洪武帝は呉の奢侈な習俗を改めさせるため、厳罰をもって治めることを望んでいたが、姚善はむしろ要点のみを押さえた寛大な府政を行い、結果として呉は非常によく治まった。下士にも敬意を払い、隠士の王賓、韓奕、兪貞木（兪楨）、銭芹らとも親交があった。姚善が銭芹に経学の講義を請うと、銭芹は「それは今急いでやるべきことではない」と答えた。では何が急ぎの学問なのかと姚善がぞっとした様子で尋ねると、銭芹は防衛策を論じた兵書を一冊渡したという逸話がある。
建文年間に入り、燕王朱棣（のちの永楽帝）が靖難の変を起こすと、鎮・常・嘉・松の4郡と結んで密かに民兵の訓練を始めるとともに、銭芹を中央に推挙した。さらには自身も南京に赴き、斉泰・黄子澄への燕王の批判は不当なものであると論じて、二人を復職させることに成功した。
建文4年（1402年）になると、燕軍が南京に迫り、姚善の治める蘇州府にも近隣の府とともに勤王の兵を出すよう勅命が下った。しかしながら、軍勢が整わないうちに南京が陥落してしまった。南京から逃亡してきた黄子澄を姚善が匿うと、黄子澄は、共に海外へ逃れて再起を図ることを提案した。これに対し姚善は、「黄子澄どのは中央で直接陛下にお仕えするお立場ですから、そうなさるのがよろしいでしょう。私はこの地を任された地方官ですから、この城と運命を共にいたします」と断った。黄子澄の逃亡後、部下であった許という者によって捕らえられ、都に送られた。「一郡の太守に過ぎないそなたが、兵を率いて私に抗おうというのか？」と永楽帝に問われると、「家臣とは主君のために働くものだ！」と答えて屈さず、凌遅刑に処された。息子の姚節らも遠流の上兵役につかされた。